# Luo Gan
Dans ce nom, le nom de famille, Luo, précède le nom personnel.
Luo Gan (罗干), né à Jinan (province du Shandong) le 18 juillet 1935, est un ancien membre du Comité permanent du bureau politique du Parti communiste chinois. Il travailla comme ingénieur en République démocratique allemande.

## Biographie
Luo Gan suivit des études d’ingénieur à l’Université des Sciences et Technologies de Pékin. Luo rejoignit le parti communiste chinois en 1960.
Ensuite, il étudia huit ans en République démocratique allemande à l'École des mines de Freiberg, travaillant en même temps dans des aciéries. À son retour en Chine, il continua à travailler dans l’industrie métallurgique et devint le responsable du parti de la province du Henan dans les années 1980.
Luo a développé une relation très forte avec Li Peng et fut considéré comme son protégé.
Luo fut nommé conseiller d’état en 1993 (jusqu’en 2003) et devint membre du Politburo en 1998 (15e Politburo puis 16e). Responsable de la sécurité, il mit en œuvre la campagne anti-crime « tapez fort », qui conduisit à un accroissement des exécutions. On le dit responsable  personnellement de la répression d’organisations illégales et de mouvements de protestations comme le « Pubugou Dam » au Sichuan en 2004, durant lequel quelque 20 manifestants furent tués. Il fut aussi le bras armé de la répression contre le mouvement du Falun Gong.
Le 21 octobre 2007, Luo ne figurait pas parmi les quelque 200 membres du nouveau Comité central à l'issue du 17e Congrès du parti communiste chinois. Cette exclusion renforce le pouvoir de Hu Jintao, Luo étant un fidèle de Li Peng et de Jiang Zemin. Il est membre du 17e Politburo.

## Décorations
- Commandeur de l'ordre des Arts et des Lettres Il est fait commandeur le 6 mars 1998[2].